# バッキービジュアルプランニング
株式会社バッキービジュアルプランニングは、かつて存在した日本のアダルトビデオメーカー。代表取締役は栗山龍。2002年（平成14年）4月創業。
2005年（平成17年）3月にバッキービジュアルプランニングはその後コレクターという会社名に名前をかえて、バッキーで制作された動画を販売し続けていたが、2009年（平成21年）8月、在庫がなくなり次第販売終了との告知がなされている。
2018年7月31日、コレクターストリーミング配信を終了。

## 概要
「SM」、「陵辱」の枠を超えた過激なバイオレンスな作風が特徴。
作中の暴行には男優だけでなく、「お仕置きシスターズ」というAV女優らや「監禁友の会」というDVD購入者を対象とした撮影参加エキストラが参加していた。
創業者の栗山はバッキー創業以前もアダルト関連の事業で成功した資産家として知られ、雑誌やテレビに出演し、水希遥が優勝した「第1回国民的AV女優コンテスト」の企画に関わったこともあった。また、アメリカン・エキスプレス・センチュリオン・カードの所有者でもあった。

### 不祥事
出演していた女優達が告訴し2004年に刑事事件となった。撮影で行われていた残虐行為の多くは演出ではなく、本当の暴力行為であったことが明らかになった。

### コレクター
2005年（平成17年）、悪質な事件が刑事問題化した後に、表向きの解散を受けて創業された。バッキーで制作されたビデオ作品の販売を引き継いでおり、有罪判決に関わるビデオ作品の販売が継続されている他、「コレクター」レーベルのビデオ作品を制作販売していた。代表は國枝直樹。
合同会社MSCが、インターネット通信販売サービス「コレクター・オンラインストア」を運営。
なお、ロゴ上の表記は「Collector」であり、公式ホームページの<title>タグ内のタイトルは「COLLECTOR（コレクター）」となっている。

## 商品
- 露出バカ一代
- 問答無用 強制子宮破壊
- ウンコ大戦 (「うんこ大戦」の表記もある)
- 俺専玩具
- 水地獄
- セックス・オン・ザ・ドラッグ
- 完全緊縛マニュアル
- ガチ拉致
- レイプレイプレイプ
- 熟華麗 (パッケージ表面では、「熟」の字がひときわ大きく書かれている)

## コレクターの主なシリーズ
- 蹴殴 -KERU-NAGU-
- 淫脳施術
- 雌嬲会 (メスナブリカイ)
- 肉便器症候群 - Human toilet Syndrome -
- 狂室 - Mad Room -
- 凹女凹（ボコボコオンナ）
- 舞台崩壊
- 貴糞人
- 露出狂想曲 - EXPOSURE RHAPSODY -
- 露出革命 - EXPOSURE REVOLUTION -
- 霊姦 - REIKAN -
- 匣(ハコ) The Box